# Köpenhamns stift

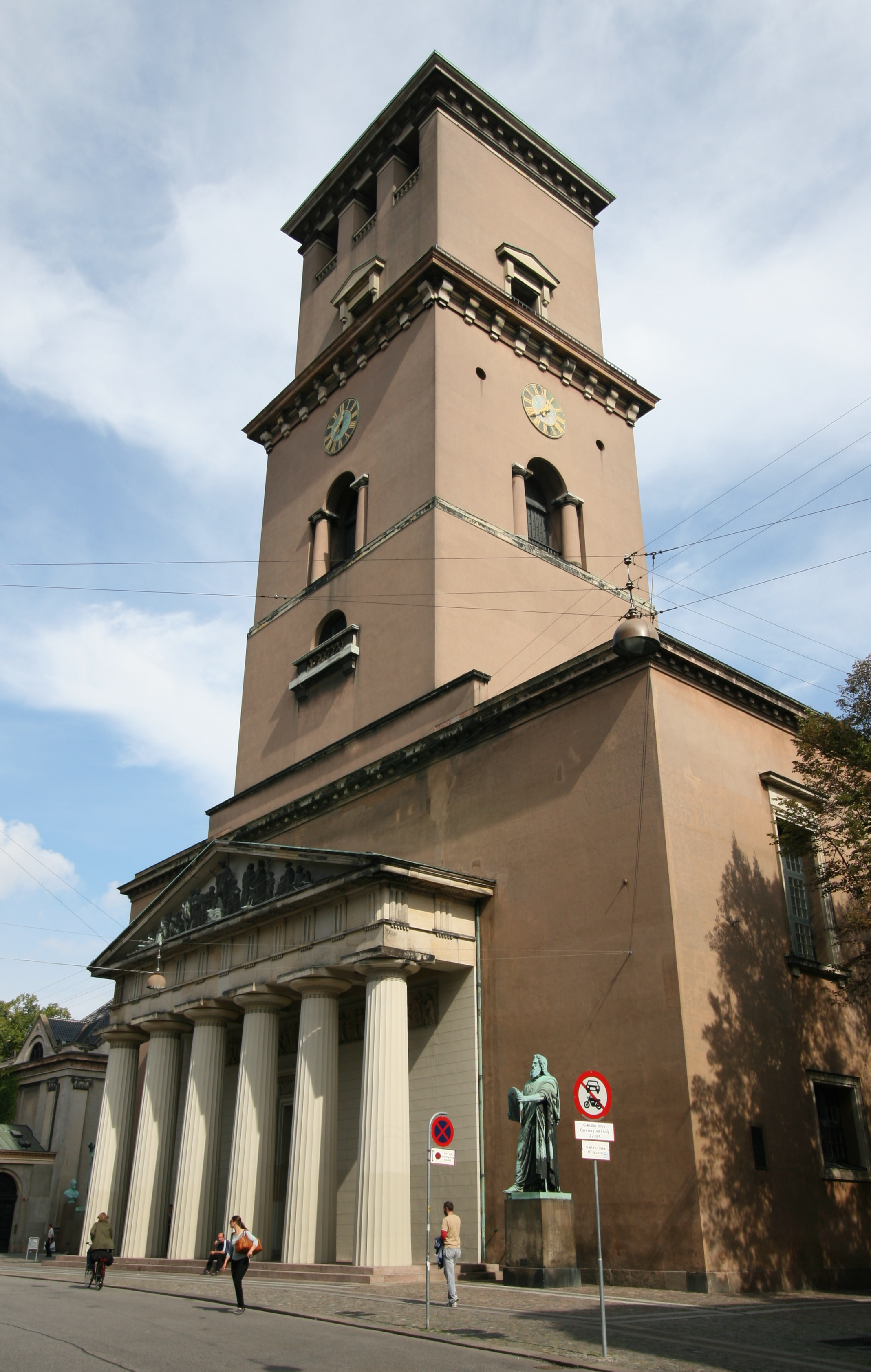
Vor Frue kirke, Köpenhamns domkyrka

Köpenhamns stift inrättades år 1922 då Själlands stift blev delat i två; Roskilde stift och Köpenhamns stift. Då Själlands stift existerade bodde biskopen i Köpenhamn, men stiftets domkyrka var den i Roskilde. Köpenhamns stiftssäte är Vor Frue Kirke eller Köpenhamns domkyrka, vilken också är den danska kungafamiljens krönings- och dopkyrka.

## Biskopar i Köpenhamns stift
Från reformationen 1536-1923 hade biskopen titeln 'biskop över Själlands stift' och hade sitt säte i Köpenhamn. Roskilde var dock fortsatt stiftets domkyrka. För en förteckning över biskopar före 1537, se därför Roskilde stift. Från 1923 utses åter egna biskopar i Roskilde stift. 1961 utbröts Helsingörs stift.

### Efter reformationen
- Peder Palladius 1537-1560
- Hans Albertsen 1560-1569
- Povl Johan Madsen 1569-1590
- Peder Jensen Vinstrup 1590-1614
- Hans Poulsen Resen 1614-1638
- Jesper Brochmand 1638-1652
- Hans Hansen Resen 1652-1653
- Laurids Scavenius 1653-1655
- Hans Svane 1655-1668
- Hans Wandal 1668-1675
- Hans Bagger 1675-1693
- Henrik Bornemann 1693-1710
- Christian Villem Worm 1710-1737
- Peder Hersleb 1737-1757
- Ludvig Harboe 1757-1783
- Nicolai Edinger Balle 1783-1808
- Frederik Münter 1808-1830
- P.E. Müller 1830-1834
- Jacob Peter Mynster 1834-1854
- Hans Lassen Martensen 1854-1884
- Bruun Juul Fog 1884-1895
- Thomas Skat Rørdam 1895-1909
- Peder Madsen 1909-1911
- Harald Ostenfeld 1911-1922

## Efter delningen 1923
- Harald Ostenfeld 1922-1934
- Hans Fuglsang-Damgaard 1934-1960
- Willy Westergaard Madsen 1960-1975
- Ole Bertelsen 1975-1992
- Erik Norman Svendsen 1992-2009
- Peter Skov-Jakobsen 2009-